# Van McCoy
Van Allen Clinton McCoy (6 de enero de 1940-6 de julio de 1979) fue un músico y compositor estadounidense mayoritariamente conocido por su sencillo de 1975 "The Hustle".

## Biografía
McCoy nació y se crio en Washington D. C. Cantaba con el coro de la iglesia metropolitana bautista y escribía sus propias canciones que interpretaba en concursos para aficionados con su hermano mayor Norman a la edad de 12 años. Posteriormente los dos formaron un grupo de doo-wop llamado the Starlighters junto a otros dos amigos del colegio e incluso lanzaron un sencillo llamado The Birdland en 1956, lo que les atrajo la atención suficiente para salir de gira. El grupo The Starlighters posteriormente se separó cuando los integrantes del grupo empezaron a buscar otras opciones profesionales.
Van McCoy entró a la Universidad Howard para estudiar sicología, pero dos años después se retiró y se fue a Filadelfia en donde creó su propio sello llamado Rockin' Records y lanzó su primer sencillo llamado Hey Mr. DJ en 1959. Con esta canción llamó la atención de Florence Greenberg propietario de Scepter Records quien contrató a Van McCoy como escritor y representante. Allí Van McCoy creó como escritor el éxito Stop the Music para el grupo vocal femenino The Shirelles en 1962.
Sin embargo, no llegaría a desarrollar todo su potencial hasta que firmó con Jerry Leiber y Mike Stoller como escritor para sus sellos "Tiger" y "Daisy". Allí McCoy creó éxitos como Giving Up para Gladys Knight & The Pips, The Sweetest Thing This Side Of Heaven para Chris Bartley, When You're Young And In Love para Ruby and the Romantics, Right On The Tip Of My Tongue para Brenda & The Tabulations y I Get the Sweetest Feeling para Jackie Wilson. También trabajó con artistas como The Presidents, The Choice Four, Faith, Hope & Charity y David Ruffin. 
En 1966, Van McCoy grabó un álbum para Columbia Records titulado Nighttime Is a Lonely Time y un año más tarde fundó el sello Vando y la compañía de producción VMP (Van McCoy Productions). A comienzos de los setenta se unió a Charles Kipps con quien compuso y produjo éxitos para el grupo The Stylistics. Al mismo tiempo formó una orquesta llamada Soul City Symphony.
En 1975 Van McCoy lanzó el álbum instrumental Disco Baby para el sello Avco e inesperadamente el tema "The Hustle" escrita acerca del baile del mismo nombre llegó a lo más alto del Billboard Hot 100 y le hizo ganar un premio Grammy. McCoy nunca llegó a repetir ese éxito aunque las canciones "Party," "That's The Joint" y "Change With The Times" tuvieron bastante acogida en el público. Después de una serie de álbumes como The Disco Kid (1975), The Real McCoy (1976), Rhythms of the World (1976), My Favorite Fantasy (1978), Lonely Dancer (1979) y Sweet Rhythm (1979)) que no produjeron éxitos ni promoción radial, volvió a su oficio de compositor teniendo un gran éxito con el exintegrante del grupo Temptations David Ruffin con quien grabó el álbum "Who I Am" que contenía la canción "Walk Away From Love".

## Fallecimiento
Murió de un infarto agudo de miocardio en Englewood, Nueva Jersey el 6 de julio de 1979.

## Discografía

### Álbumes de estudio
- 1966: Night Time Is Lonely Time
- 1972: Soul Improvisations
- 1974: Love Is The Answer
- 1975: Disco Baby
- 1975: The Disco Kid
- 1975: From Disco To Love
- 1976: The Real McCoy
- 1976: Rhythms Of The World
- 1977: Van McCoy And His Magnificent Movie Machine
- 1978: My Favourite Fantasy
- 1979: Lonely Dancer
- 1979: Sweet Rhythm